# История футбольного клуба «Ливерпуль» (1892—1959)
История футбольного клуба «Ливерпуль» с 1892 по 1959 год охватывает период с основания клуба и первые победы до назначения главным тренером Билла Шенкли.
«Ливерпуль» был основан 15 марта 1892 года из-за разногласий в совете директоров «Эвертона». Одной из стороны выступал Джон Хоулдинг, владеющий землёй на месте, где находится «Энфилд». В результате разногласий сторон «Эвертон» переехал с «Энфилда» на «Гудисон Парк», тем самым оставив Хоулдинга со стадионом, но без команды. В итоге он создал «Ливерпуль», чтобы на его стадионе играла команда. Первый матч был сыгран против «Ротерем Таун» в Ланкаширской лиге. В дебютном сезоне команда одержала победу в Ланкаширской лиге, выйдя в Футбольную лигу. В течение нескольких сезонов мерсисайдцы укрепляли свои позиции в лиге, а в 1901 году выиграли свой первый чемпионат.
Следующий чемпионат был выигран в 1906 году, а первый финал Кубка Англии был сыгран командой в 1914 году, но проигран «Бернли». Следующие успехи пришли в 1920-х, когда дважды подряд «Ливерпуль» выиграл чемпионат, в 1922 и 1923. Несмотря на это, период между двумя мировыми войнами был не столь успешным, команда, как правило, обитала в середине турнирной таблицы. После окончания Второй мировой войны в 1945 году «Ливерпуль» выиграл свой 5-й чемпионский титул. После чего медленно стал сдавать позиции и в итоге в 1954 году вылетел во Второй дивизион, где пробыл пять сезонов до назначения Билла Шенкли.

## Основание клуба
Своё происхождение «Ливерпуль» ведёт от своих соседей из «Эвертона», основанного в 1878 году и перебравшегося на «Энфилд» в 1884 году, благодаря владельцу земли и стадиона, Джону Хоулдингу, также бывшему мэру Ливерпуля и владельцу одной из крупных пивоварен города. Несмотря на это, Хоулдинг подвергался критике со стороны одного из представителей совета директоров. В результате спора вокруг аренды стадиона совет директоров «Эвертона» разделился на две враждующее группировки — первая, обвинявшая Хоулдинга, переехала на «Гудисон Парк», вторая с его соратниками осталась на «Энфилде», но без команды. В результате чего, 15 марта 1892 года был основан клуб «Эвертон Атлетик». К моменту урегулирования всех бюрократический деталей команда поменяла название на «Ливерпуль» и была зарегистрирована 3 июня 1892 года Футбольной ассоциацией (ФА), но при этом в составе команды числилось всего несколько игроков.
За летнее межсезонье команду пополнил ряд игроков из других команд, и в итоге был сформирован первый состав команды. Несмотря на все старания Хоулдинга продвинуть «Ливерпуль» в Футбольную лигу, ФА отклонила все заявки, сослав клуб в Ланкаширскую лигу. Первый матч был сыгран 1 сентября 1892 против «Ротерем Таун», команда выиграла его со счётом 7:1. В этом матче за «Ливерпуль» играли исключительно шотландцы, а сам тогдашний состав получил из-за этого прозвище «Команда Маков». Все игроки прибыли на «Энфилд» по приглашению тренера Джона Маккены. Первый матч в Ланкаширской лиге команда провела против «Хайер Уолтона» и тоже выиграла, но уже 8:0. На матче присутствовало всего 200 зрителей, но, поскольку команда продолжала побеждать, количество зрителей увеличилось. За игрой предпоследнего тура против «Саут Шор» наблюдали уже 2 тысячи зрителей.
Первый сезон для команды был успешным, «Ливерпуль» выиграл Ланкаширскую лигу, обойдя «Блэкпул» по количеству голов в среднем за игру. Также команда выиграла Большой кубок Ливерпуля, переиграв «Эвертон». Оба трофея были похищены, в результате клуб был вынужден заплатить 130 фунтов, чтобы их заменить. Со второй попытки клуб попал в Футбольную лигу, за счёт исключения из неё «Аккрингтона» И «Бутла». «Ливерпуль» дебютировал в лиге во Втором дивизионе. Чуть позже клуб сменил и цвета, в 1894 году. Похожие на цвета «Эвертона» сине-белые футболки были заменены на красные цвета города.
Первый матч в Футбольной лиге был выигран у «Мидлсбро Айронополис» 2:0. Первый гол в Футбольной лиге забил Малькольм Маквин. «Ливерпуль» стал победителем в дебютном сезоне, выиграв чемпионат Второго дивизиона, одержав 22 победы в 28 матчах. Но для выхода в Первый дивизион нужно было играть переходной матч с худшей командой Первого дивизиона «Ньютон Хит». «Красные» одержали уверенную победу 2:0. В дебютном сезоне в Первом дивизионе команда одержала всего 7 побед в 30 матчах, заняв последние место. Это означало, что для сохранения места в дивизионе «Ливерпулю» нужно будет играть переходной матч с «Бёри». Несмотря на то, что у соперника был удален вратарь и большую часть игры «красные» имели на одного игрока больше, команда проиграла матч 0:1 и вернулась во Второй дивизион.

## Взлёт
Поскольку на матчи «Ливерпуля» стало приходить всё больше народу, была построена ещё одна трибуна, в дальнейшем получившая названия «Мейн Стенд». Пребывание клуба во Втором дивизионе оказалось недолгим. Назначенный на пост главного тренера Том Уотсон помог одержать победу в чемпионате. Для возвращения обратно в Первый дивизион «Ливерпуль» поочередно переиграл «Смолл Хит» и «Вест Брович Альбион». В сезоне 1896/97 команда впервые достигла полуфинала Кубка Англии. Из-за победы в другом полуфинале «Эвертона» была перспектива первого Мерсисайдского финала, но «Ливерпуль» уступил тогда в своем полуфинале 0:3 «Астон Вилле».
В течение следующих сезонов команда укрепляла свои позиции в дивизионе, заняв 5-е и 9-е места, соответственно. Результаты улучшились в сезоне 1898/99, когда «красные» заняли 2-е место. Так с как «Виллой» было равное количество очков, судьба титула решилась в очной игре с коллективом из Бирмингема, в котором «Астон Вилла» одержала победу 5:0. Также команда вышла в полуфинал Кубка Англии в том сезоне. По результатам четырёх переигровок победу одержал «Шеффилд Юнайтед». Первая игра закончилась 1:1, переигровка в Болтоне 4:4, повторная переигровка была отменена из-за малой вместимости «Фэйллофилд». В решающей четвёртой игре на «Бейсбол Граунд» «Юнайтед» одержали победу 1:0.
Следующей сезон оказался провальным, команда заняла лишь 10-е место. Но ожидания первого серьёзного успеха закончились в 1901 году. Когда «Ливерпуль» впервые стал чемпионом Англии. Существенную роль в достижении того успеха сыграл Алекс Райзбек. Этот центральный полузащитник был подписан из «Хайберниана» в 1898 году, спустя год он стал капитаном. Райзбек был ключевым игроком, потому что помогал защитникам, а также же начинал большую часть атак команды. В феврале сезона 1900/01 мало кто верил в триумфальное окончание чемпионата для «Ливерпуля». Поскольку команда проиграла 8 матчей и пропустила 31 гол, но в оставшихся играх команда одержала 9 побед при 3 ничьих, пропустив при этом всего 4 гола, что и обеспечило первое чемпионство. После команда не претендовала на чемпионский титул, заняв в следующих двух сезонах 11-е и 5-е места. В сезоне 1903/04 команда и вовсе вылетела. Во Втором дивизионе команда пробыла всего год, вернувшись в обратно в Первый дивизион. Тем самым став первой командой побеждавшей в обоих дивизионах подряд. Также после возвращения в элиту команда вновь добралась до полуфинала кубка Англии, где проиграла «Эвертону», будущему победителю, 2:0.
После победы в чемпионате, была построена терраса «Уолтон Брек Роуд», более известная как «Спайон Коп». Данное название дал террасе журналист «Ливерпуль Дейли Пост» и «Эхо» Эрнест Эдвардс в честь знаменитого холма в Южной Африке, где местный, Ланкаширский полк потерпел тяжелейшие потери во время Англо-бурской войны в 1900 году. Тогда погибло более 300 выходцев из Ливерпуля, когда британская армия попытались захватить стратегически важный холм. После второй победы в чемпионате команда часто оказывалась середине турнирной таблицы. В сезоне 1909/10 года команда заняла второе место вслед за «Астон Виллой». Это был последний сезон в «Ливерпуле» для капитана Алекса Райзбека, поскольку по окончании чемпионата он вернулся в Шотландию в клуб «Партик Тисл». В 1914 году команда достигла первого финала кубка Англии, где проиграла 0:1 «Бернли». В 1915 году четверо игроков «Ливерпуля» были замешаны в британском футбольном скандале. Они были признаны в сговоре с футболистами «Манчестер Юнайтед», когда «Юнайтед» одержал победу в игре чемпионата. Игрокам было пожизненно запрещено занятия футболом, но после Первой мировой войны ФА сняла запреты с игроков.

## Между войнами
В 1915 году Том Уотсон покинул пост главного тренера. Его заменил на этом посту Дэвид Эшуорт в первом же сезоне после войны. Георг V стал первым правящим монархом, посмотревшем матч чемпионата, когда присутствовал на игре между «Ливерпулем» и «Манчестер Сити». «Красные» снова заняли 4 место, а уже в следующем сезоне 1921/22 годов вернули чемпионский титул. «Ливерпуль» был фаворитом того чемпионата, но в конце сезона проиграл три подряд матча, поставив под сомнение победу в турнире. Тем не менее победы 4:1 над «Вест Бромвич Альбион» хватило для третьего чемпионского титула. Эшуорт покинул пост главного тренера в середине следующего сезона ради поста главного тренера в «Олдэм Атлетик». В «Ливерпуле» его заменил бывший капитан команды Мэтт Маккуин. Изначально Маккуин успешно работал и «красные» сохранили титул. Также одной из причин успешного выступления команды был вратарь Элайша Скотт, пропустивший всего 31 гол и установивший тем самым рекорд того времени. Набранные 60 очков были равны рекорду «Вест Бромвича», установленному тремя сезонами ранее.
После этих побед в лиге «Ливерпулю» перестало везти. Отчасти плохие выступления были связаны с возрастом игроков, которые выступали за команду ещё с довоенного времени, как например Элайша Скотт, выступавший за команду с 1912 года. В сезон 1924/25 «Ливерпуль» вступал с намерением выиграть третий чемпионский титул. Тем не менее, сезон оказался разочарованием — лишь 12 место. В следующем сезоне команда заняла 4 место, лучший результат до начала Второй мировой войны. Введение офсайдов в игру в сезоне 1925/26 привело к увеличению голов. «Ливерпуль» одержал ряд крупных побед 6:3 над «Манчестер Юнайтед» и «Ньюкасл Юнайтед». Несмотря на увеличение забитых голов, команда заняла всего 7 место..
Также произошла реконструкция на «Энфилде» в 1929 году, в результате которой трибуна Коп была расширена до 30 000 стоячих мест. Трибуна была самой большой террасой в стране и вмещала больше, чем даже некоторые футбольные стадионы. Несмотря на потенциальное увлечение болельщиков на стадионе «Ливерпуль» не смог повторить предыдущие достижения. В сезоне 1928/29 команда забила 90 мячей, причём нападающий Гордон Ходжсон — 30 из них, но «красные» заняли лишь 5 место. Маккуин был не в состоянии повторить прошлые достижения клуба и в 1928 году он подал в отставку из-за ампутации ноги.
Маккуина на этой должности заменил Джордж Паттерсон. Но и при нём результаты не улучшились. Команда часто финишировала в середине таблицы и показывала противоречивые результаты. Так, например, сентябре 1930 года «Ливерпуль» потерпел разгромное поражение 0:7 от «Вест Хэма», а спустя девять дней разгромил 7:2 «Болтон Уондерерс» на Энфилде. Положение команды продолжало ухудшаться, в сезоне 1933/34 их отделило всего 4 очка от зоны вылета. В итоге клуб скатился в нижнюю часть турнирной таблицы, где чаще и обретался. Это привело к тому, что Ходжсон был продан в «Астон Виллу» в 1936 году. «Ливерпуль» пытался найти замену нападающему, который забил 233 гола в 358 матчах, а команда заняла 19-е место следующем же сезоне после его ухода. Вслед главный тренер Джордж Паттерсон покинул свой пост в связи с проблемами со здоровьем в 1936 году. Его преемник Джордж Кей ненамного улучшил ситуацию. Клуб едва избежал вылета в сезоне 1936/37, а следующие два сезона занимал 11-е места в чемпионате. К началу Второй мировой войны команда закрепилась в качестве середняка в турнирной таблице.

## Упадок
Из-за Второй мировой войны, Англия потеряла 7 полноценных сезонов. Первую послевоенную игру «Ливерпуле» проиграл 0:1 «Мидлсбро». На том матче присутствовало 34 140 зрителя. Несмотря на их плохое выступление перед войной, клуб выиграл первый же послевоенный чемпионат в сезоне 1946/47. Важнейшим звеном той команды были игроки атакующей линии. После поражения 0:5 от «Манчестер Юнайтед» «Ливерпуль» приобрёл Альберта Стаббинза из «Ньюкасла» в дополнение к Джеку Балмеру и Билли Лидделлу. Балмер был олицетворением нападающего того времени, оформив три хет-трика подряд.
Эти игроки были катализатором пятого чемпионского титула, но клуб был не в состоянии соответствовать своим достижениям следующие два сезона. Большинство игроков команды играли ещё с довоенного времени и были не в состоянии играть на былом уровне — как итог 11-е и 12-е место, соответственно. Сезон 1949/50 явился очередным разочарованием для «Ливерпуля». Команда выиграла первые 12 матчей чемпионата, а к концу календарного года шла на первом месте. Но концу сезона игра мерсисайдцев ухудшилась и в итоге лишь 8-е место по окончании сезона. К тому моменту «Ливерпуль» так же хорошо выступал и в Кубке Англии, где в полуфинале вышел на «Эвертон». «Ириски» были пройдены, и «красные» вышли второй раз в финал кубка на «Уэмбли» против «Арсенала». Два гола «канонира» Рэга Льюиса положили конец надежде на первую победу в Кубке Англии для «Ливерпуля».
После финала результаты «красных» стали ухудшаться. В 1951 году главный тренер Джордж Кей подал в отставку по причине болезни. Его заменил на посту Дон Уэлш. В дебютном для Уэлша сезоне команда выступила плохо, в кубке Англии «Ливерпуль» вылетел уже в третьем раунде от «Норвича», обитавшем тогда в Третьем дивизионе. В следующем сезоне 61 905 зрителей стали свидетелями вылета команды в Пятом раунде кубка от «Вулверхэптона». Та игра стала рекордной за всю историю по посещаемости для «Энфилда». Под руководством Уэлша результаты команды в чемпионате постепенно ухудшались, пока, наконец, команда не вылетела во Второй дивизион в сезоне 1953/54, заняв 22-е место в чемпионате. Это был первый вылет «Ливерпуля» из высшего дивизиона за 50 лет.
В первом сезоне после понижения в классе команда заняла лишь 11-е место. Также в сезоне 1954/55 клуб потерпел самое крупное поражение за всю историю, со счетом 1:9 от «Бирмингем Сити». Хотя в следующем сезоне результаты улучшились, «Ливерпуль» занял 3-е место. Этого было недостаточно для возвращения в элиту, и Уэлш был уволен по окончании сезона 1955/56. Его сменил на посту Фил Тейлор, входивший в состав тренерского штаба. Он сразу подписал таких игроков, как Ронни Моран, Алан А’Курт, Джимми Мелиа, которые стали ключевыми игроками для «Ливерпуля» в будущем. Однако, Тейлор был не в состоянии вернуть команду обратно в Первый дивизион. Несмотря на вылет из кубка Англии от «Вустер Сити» в январе 1959 года, в третьем раунде, совет директоров клуба, не стал оправлять его в отставку. Срок пребывания Тэйлора на посту главного тренера должен был окончиться с окончанием сезона 1959/60. «Ливерпуль» хорошо стартовал во Втором дивизионе, но к середине сезона результаты ухудшились. После поражения от «Хаддерсфилд Таун» Фил Тейлор был уволен. Его сменил главный тренер «Хаддерсфилда» Бил Шенкли.